# Gunvor
Gunvor Group (вимовляється Ґунвор ґруп) — міжнародна енергетична група, один із найбільших енергетичних трейдерів за об'ємом продажів (за даними на 2011 рік).
Компанія зареєстрована на Кіпрі, веде діяльність через основні офіси, розташовані в Женеві (Швейцарія), Нассау (Багамські Острови), Сінгапурі і Дубаї (ОАЕ). Представництва компанії є в Боготі (Колумбія), Буенос-Айресі (Аргентина), Абуджі (Нігерія), Пекіні (Китай), Мумбаї (Індія), Москві (Росія), Алмати (Казахстан).

## Історія
Компанію Gunvor в 1997 році заснували Геннадій Тимченко та Турб'єрн Тернквіст. У 2000 році Gunvor почала торгову діяльність. Довгий час компанія займалась торгівлею нафтою і нафтопродуктами, з 2007 року послідовно реалізує стратегію формування енерго-логістичного холдинга.
У 2008 році компанія інвестувала в Petroterminal de Panama, до котрого входять потужності із зберігання і перевалки сирої нафти і нафтопродуктів на Тихоокеанському узбережжі, нафтопровід довжиною 131 км, термінал на Атлантичному узбережжі.
У 2009 році компанія інвестувала в Новоросійський мазутний термінал і Лаганський блок родовищ на Каспії.
У квітні 2010 року компанія найняла трейдерів, які відповідають за фізичні газові позиції Gunvor по всій континентальній Європі: Д. Сміта на посаду трейдера вугілля у 2010 році та Фредріка Бодеке, який відповідатиме за ринки електроенергії Північних та Балтійських країн.
У вересні 2023 року було оголошено, що Gunvor знову вийде на ринок металургії, найнявши досвідченого трейдера. У грудні 2023 року Gunvor придбала 75% акцій електростанції потужністю 785 мегават у Більбао, Іспанія, у BP Gas Marketing Limited. У серпні 2024 року було оголошено, що TotalEnergies продала 50% акцій Total PARCO Pakistan Limited, фірми з маркетингу нафти, компанії Gunvor Group. Це було спільне підприємство Total Energies та Pak-Arab Refinery Limited у Пакистані з роздрібною мережею з понад 800 автозаправних станцій.